# Melodichthys hadrocephalus
Melodichthys hadrocephalus är en mycket sällsynt fiskart som beskrevs 1986 av Jørgen G. Nielsen och Daniel Morris Cohen. Arten placeras som ensam art i släktet Melodichthys och familjen Bythitidae. Familjen är känd för att föda leva. Arten är bara funnen en gång och detta enda specimen hittades i nordöstra Atlanten utanför Frankrikes kust, på ett djup av 300–400 meter.